# Kỷ lục của bảng xếp hạng Billboard Hot 100
Dưới đây là danh sách những kỷ lục và thành tựu liên quan tới bảng xếp hạng Billboard Hot 100 của tạp chí Billboard.

## Thành tựu Hot 100 mọi thời đại
Năm 2008, nhân dịp kỷ niệm 50 năm ra đời của Hot 100, tạp chí Billboard đã cho xuất bản danh sách 100 bài hát và nghệ sĩ thành công nhất trên bảng xếp hạng trong vòng 50 năm qua. Năm 2013, Billboard sửa đổi nó một lần nữa cho ấn bản kỷ niệm lần thứ 55 của bảng xếp hạng. Năm 2015, Billboard sửa đổi bảng xếp hạng một lần nữa. Năm 2018, bảng xếp hạng được sửa đổi một lần nữa cho kỷ niệm 60 năm của bảng xếp hạng. Dưới đây là 10 bài hát và nghệ sĩ thành công nhất trong khoảng thời gian 60 năm của Hot 100, tính đến tháng 7 năm 2018.

### Top 10 bài hát của mọi thời đại (1958–2018)
| Hạng | Đĩa đơn                       | Năm phát hành | Nghệ sĩ                                     | Vị trí cao nhất  |
| ---- | ----------------------------- | ------------- | ------------------------------------------- | ---------------- |
| 1.   | "The Twist"                   | 1960, 1961*   | Chubby Checker                              | #1 trong 3 tuần  |
| 2.   | "Smooth"                      | 1999          | Santana hợp tác với Rob Thomas              | #1 trong 12 tuần |
| 3.   | "Mack the Knife"              | 1959          | Bobby Darin                                 | #1 trong 9 tuần  |
| 4.   | "Uptown Funk"                 | 2015          | Mark Ronson hợp tác với Bruno Mars          | #1 trong 14 tuần |
| 5.   | "How Do I Live"               | 1997          | LeAnn Rimes                                 | #2 trong 4 tuần  |
| 6.   | "Party Rock Anthem"           | 2011          | LMFAO hợp tác với Lauren Bennett & GoonRock | #1 trong 6 tuần  |
| 7.   | "I Gotta Feeling"             | 2009          | The Black Eyed Peas                         | #1 trong 14 tuần |
| 8.   | "Macarena (Bayside Boys mix)" | 1996          | Los Del Rio                                 | #1 trong 14 tuần |
| 9.   | "Shape of You"                | 2017          | Ed Sheeran                                  | #1 trong 12 tuần |
| 10.  | "Physical"                    | 1981          | Olivia Newton-John                          | #1 trong 10 tuần |

* — phát hành lại

Nguồn:

### Top 10 nghệ sĩ của mọi thời đại (1958–2020)
| Hạng | Nghệ sĩ         |
| ---- | --------------- |
| 1.   | The Beatles     |
| 2.   | Madonna         |
| 3.   | Elton John      |
| 4.   | Elvis Presley   |
| 5.   | Mariah Carey    |
| 6.   | Stevie Wonder   |
| 7.   | Janet Jackson   |
| 8.   | Michael Jackson |
| 9.   | Whitney Houston |
| 10.  | Rihanna         |

Nguồn:

## Thành tựu của bài hát

### Đứng đầu bảng nhiều tuần nhất
| Số tuần | Nghệ sĩ                                              | Bài hát                                                                | Năm       |
| ------- | ---------------------------------------------------- | ---------------------------------------------------------------------- | --------- |
| 19      | Lil Nas X (hát đơn hoặc hợp tác với Billy Ray Cyrus) | "Old Town Road"                                                        | 2019      |
| 16      | Mariah Carey và Boyz II Men                          | "One Sweet Day"                                                        | 1995–96   |
| 16      | Luis Fonsi và Daddy Yankee hợp tác với Justin Bieber | "Despacito"                                                            | 2017      |
| 14      | Whitney Houston                                      | "I Will Always Love You"                                               | 1992–93   |
| 14      | Boyz II Men                                          | "I'll Make Love to You"                                                | 1994      |
| 14      | Los del Río                                          | "Macarena" (Bayside Boys Mix)                                          | 1996      |
| 14      | Elton John                                           | "Candle in the Wind 1997" / "Something About the Way You Look Tonight" | 1997      |
| 14      | Mariah Carey                                         | "We Belong Together"                                                   | 2005      |
| 14      | The Black Eyed Peas                                  | "I Gotta Feeling"                                                      | 2009      |
| 14      | Mark Ronson hợp tác với Bruno Mars                   | "Uptown Funk"                                                          | 2015      |
| 13      | Boyz II Men                                          | "End of the Road"                                                      | 1992      |
| 13      | Brandy và Monica                                     | "The Boy Is Mine"                                                      | 1998      |
| 12      | Santana hợp tác với Rob Thomas                       | "Smooth"                                                               | 1999–2000 |
| 12      | Eminem                                               | "Lose Yourself"                                                        | 2002–03   |
| 12      | Usher hợp tác với Lil Jon và Ludacris                | "Yeah!"                                                                | 2004      |
| 12      | The Black Eyed Peas                                  | "Boom Boom Pow"                                                        | 2009      |
| 12      | Robin Thicke hợp tác với T.I. và Pharrell            | "Blurred Lines"                                                        | 2013      |
| 12      | Wiz Khalifa hợp tác với Charlie Puth                 | "See You Again"                                                        | 2015      |
| 12      | The Chainsmokers hợp tác với Halsey                  | "Closer"                                                               | 2016      |
| 12      | Ed Sheeran                                           | "Shape of You"                                                         | 2017      |
| 11      | Elvis Presley †                                      | "Hound Dog" / "Don't Be Cruel"                                         | 1956      |
| 11      | All-4-One                                            | "I Swear"                                                              | 1994      |
| 11      | Toni Braxton                                         | "Un-Break My Heart"                                                    | 1996–97   |
| 11      | Puff Daddy và Faith Evans hợp tác với 112            | "I'll Be Missing You"                                                  | 1997      |
| 11      | Destiny's Child                                      | "Independent Women Part I"                                             | 2000–01   |
| 11      | Drake                                                | "God's Plan"                                                           | 2018      |
| 10      | The McGuire Sisters ††                               | "Sincerely"                                                            | 1955      |
| 10      | Pérez Prado †††                                      | "Cherry Pink and Apple Blossom White"                                  | 1955      |
| 10      | Debby Boone                                          | "You Light Up My Life"                                                 | 1977      |
| 10      | Olivia Newton-John                                   | "Physical"                                                             | 1981–82   |
| 10      | Santana hợp tác với The Product G&B                  | "Maria Maria"                                                          | 2000      |
| 10      | Ashanti                                              | "Foolish"                                                              | 2002      |
| 10      | Nelly hợp tác với Kelly Rowland                      | "Dilemma"                                                              | 2002      |
| 10      | Kanye West hợp tác với Jamie Foxx                    | "Gold Digger"                                                          | 2005      |
| 10      | Beyoncé                                              | "Irreplaceable"                                                        | 2006–07   |
| 10      | Flo Rida hợp tác với T-Pain                          | "Low"                                                                  | 2008      |
| 10      | Rihanna hợp tác với Calvin Harris                    | "We Found Love"                                                        | 2011–12   |
| 10      | Pharrell Williams                                    | "Happy"                                                                | 2014      |
| 10      | Adele                                                | "Hello"                                                                | 2015–16   |
| 10      | Drake hợp tác với Wizkid và Kyla                     | "One Dance"                                                            | 2016      |
| 10      | Drake                                                | "In My Feelings"                                                       | 2018      |

† Tiền Hot 100: Bảng xếp hạng "Best Sellers in Stores" và "Most Played in Jukeboxes".

†† Tiền Hot 100: Bảng xếp hạng "Most Played by Jockeys".

††† Tiền Hot 100: Bảng xếp hạng "Best Sellers in Stores".
Nguồn::

### Đứng nhì nhiều tuần nhất (mà không đạt hạng nhất)
| Số tuần | Nghệ sĩ                                   | Bài hát                        | Năm       |
| ------- | ----------------------------------------- | ------------------------------ | --------- |
| 10      | Foreigner                                 | "Waiting for a Girl Like You"  | 1981–82   |
| 10      | Missy Elliott                             | "Work It"                      | 2002–03   |
| 9       | Donna Lewis                               | "I Love You Always Forever"    | 1996      |
| 9       | Shania Twain                              | "You're Still the One"         | 1998      |
| 8       | Shai                                      | "If I Ever Fall in Love"       | 1992–93   |
| 8       | Deborah Cox                               | "Nobody's Supposed to Be Here" | 1998–99   |
| 8       | Brian McKnight                            | "Back at One"                  | 1999–2000 |
| 8       | Mario Winans hợp tác với Enya và P. Diddy | "I Don't Wanna Know"           | 2004      |
| 8       | Ed Sheeran                                | "Thinking Out Loud"            | 2015      |

Nguồn:

### Nhiều tuần trong top 10 nhất
| Số tuần | Nghệ sĩ                                      | Bài hát                                 | Năm       | Nguồn  |
| ------- | -------------------------------------------- | --------------------------------------- | --------- | ------ |
| 33      | Ed Sheeran                                   | "Shape of You"                          | 2017      | [ 10 ] |
| 33      | Maroon 5 hợp tác với Cardi B                 | "Girls Like You"                        | 2018–19   | [ 10 ] |
| 32      | LeAnn Rimes                                  | "How Do I Live"                         | 1997–98   | [ 10 ] |
| 32      | The Chainsmokers hợp tác với Halsey          | "Closer"                                | 2016–17   | [ 10 ] |
| 32      | Travis Scott                                 | "Sicko Mode"                            | 2018–19   | [ 10 ] |
| 31      | Mark Ronson hợp tác với Bruno Mars           | "Uptown Funk"                           | 2014–15   | [ 10 ] |
| 30      | Santana hợp tác với Rob Thomas               | "Smooth"                                | 1999–2000 | [ 10 ] |
| 29      | LMFAO hợp tác với Lauren Bennett và GoonRock | "Party Rock Anthem"                     | 2011–12   | [ 11 ] |
| 29      | Halsey                                       | "Without Me"                            | 2018–19   | [ 10 ] |
| 28      | Jewel                                        | "You Were Meant for Me"/"Foolish Games" | 1997      | [ 11 ] |
| 28      | Bruno Mars                                   | "That's What I Like"                    | 2017      | [ 11 ] |

### Nhiều tuần trong bảng xếp hạng nhất
- 88 tuần – The Weeknd –– "Blinding Lights" (2019)
- 87 tuần – Imagine Dragons — "Radioactive" (2014)[12]
- 79 tuần – Awolnation — "Sail" (2014)[12]
- 76 tuần – Jason Mraz — "I'm Yours" (2009)[12]
- 69 tuần – LeAnn Rimes — "How Do I Live" (1998)[12]
- 68 tuần – LMFAO hợp tác với Lauren Bennett và GoonRock — "Party Rock Anthem" (2012),[12] OneRepublic — "Counting Stars" (2014)
- 65 tuần – Jewel — "Foolish Games" / "You Were Meant for Me" (1998), Adele — "Rolling in the Deep" (2012)[12]
- 64 tuần – Carrie Underwood — "Before He Cheats" (2007)[12]
- 62 tuần – Lifehouse — "You and Me" (2006), The Lumineers — "Ho Hey" (2013)[12]

 Năm được thể hiện trong ngoặc là năm được tính trong tuần cuối cùng của bài hát trên bảng xếp hạng.

### Ra mắt ở vị trí số một
- Michael Jackson — "You Are Not Alone" (2 tháng 9 năm 1995)
- Mariah Carey — "Fantasy" (30 tháng 9 năm 1995)
- Whitney Houston — "Exhale (Shoop Shoop)" (25 tháng 11 năm 1995)
- Mariah Carey và Boyz II Men — "One Sweet Day" (2 tháng 12 năm 1995)
- Puff Daddy và Faith Evans hợp tác với 112 — "I'll Be Missing You" (14 tháng 6 năm 1997)
- Mariah Carey — "Honey" (13 tháng 9 năm 1997)
- Elton John — "Candle in the Wind 1997" / "Something About the Way You Look Tonight" (11 tháng 10 năm 1997)
- Céline Dion — "My Heart Will Go On" (28 tháng 2 năm 1998)
- Aerosmith — "I Don't Want to Miss a Thing" (5 tháng 9 năm 1998)
- Lauryn Hill — "Doo Wop (That Thing)" (14 tháng 11 năm 1998)
- Clay Aiken — "This Is the Night" (28 tháng 6 năm 2003)
- Fantasia — "I Believe" (10 tháng 7 năm 2004)
- Carrie Underwood — "Inside Your Heaven" (2 tháng 7 năm 2005)
- Taylor Hicks — "Do I Make You Proud" (1 tháng 7 năm 2006)
- Britney Spears — "3" (24 tháng 10 năm 2009)
- Eminem — "Not Afraid" (22 tháng 5 năm 2010)
- Kesha — "We R Who We R" (13 tháng 11 năm 2010)
- Britney Spears — "Hold It Against Me" (29 tháng 1 năm 2011)
- Lady Gaga — "Born This Way" (26 tháng 2 năm 2011)
- Katy Perry — "Part of Me" (3 tháng 3 năm 2012)
- Baauer — "Harlem Shake" (2 tháng 3 năm 2013)[13]
- Taylor Swift — "Shake It Off" (6 tháng 9 năm 2014)[14]
- Justin Bieber — "What Do You Mean?" (19 tháng 9 năm 2015)[15]
- Adele — "Hello" (14 tháng 11 năm 2015)[16]
- Zayn — "Pillowtalk" (20 tháng 2 năm 2016)[17]
- Justin Timberlake — "Can't Stop the Feeling!" (28 tháng 5 năm 2016)[18]
- Ed Sheeran — "Shape of You" (28 tháng 1 năm 2017)[19]
- DJ Khaled hợp tác với Justin Bieber, Quavo, Chance the Rapper và Lil Wayne – "I'm the One" (20 tháng 5 năm 2017)[20]
- Drake – "God's Plan" (3 tháng 2 năm 2018)
- Drake – "Nice for What" (21 tháng 4 năm 2018)
- Childish Gambino – "This Is America" (19 tháng 5 năm 2018)
- Ariana Grande – "Thank U, Next" (17 tháng 11 năm 2018)
- Ariana Grande – "7 Rings" (2 tháng 2 năm 2019)
- Jonas Brothers – "Sucker" (16 tháng 3 năm 2019)
- Ariana Grande, Justin Bieber − "Stuck with U" (23 tháng 5 năm 2020)
- Lady Gaga, Ariana Grande − "Rain On Me" (6 tháng 6 năm 2020)
- Taylor Swift – "Cardigan" (8 tháng 8 năm 2020)
- BTS – "Dynamite" (5 tháng 9 năm 2020)
- Ariana Grande − "postitions" (7 tháng 11 năm 2020)
- BTS − "Life Goes On" (5 tháng 12 năm 2020)
- Taylor Swift – "willow" (26 tháng 12 năm 2020)
- Olivia Rodrigo – "drivers license" (23 tháng 1 năm 2021)
- Drake – "What's Next" (20 tháng 3 năm 2021)
- Justin Bieber, Daniel Ceasar, Giveon - Peaches (3 tháng 4 năm 2021)
- Lil Nas X - Montero (Call Me By Your Name) (10 tháng 4 năm 2021)
- Polo G - Rapstar (24 tháng 4 năm 2021)
- Olivia Rodrigo - good 4 u (29 tháng 5 năm 2021)
- BTS - Butter (5 tháng 6 năm 2021)
- Taylor Swift - All Too Well (Taylor's Version) (27 tháng 11 năm 2021)
- Taylor Swift - Anti-hero (5 tháng 11 năm 2022)
- JIMIN - “LIKE CRAZY” (24 tháng 3 năm 2023)

Từ năm 2009, mỗi năm có ít nhất một bài hát mở đầu tại vị trí quán quân. Năm 2020 và 2021, có bảy bài hát mở đầu tại vị trí quán quân (nắm giữ kỷ lục về số lượng).
Nguồn:

### Bước nhảy lên đầu bảng lớn nhất[22]
- 97–1 – Kelly Clarkson — "My Life Would Suck Without You" (7 tháng 2 năm 2009)[23]
- 96–1 – Britney Spears — "Womanizer" (25 tháng 10 năm 2008)
- 80–1 – T.I. hợp tác với Rihanna — "Live Your Life" (18 tháng 10 năm 2008)[24]
- 78–1 – Eminem, Dr. Dre và 50 Cent — "Crack a Bottle" (21 tháng 2 năm 2009)[25]
- 77–1 – Taylor Swift – "Look What You Made Me Do" (16 tháng 9 năm 2017)[26]
- 72–1 – Taylor Swift — "We Are Never Ever Getting Back Together" (1 tháng 9 năm 2012)[27]
- 71–1 – T.I. — "Whatever You Like" (6 tháng 9 năm 2008)[28]
- 64–1 – Maroon 5 — "Makes Me Wonder" (12 tháng 5 năm 2007)
- 60–1 – Rihanna hợp tác với Drake — "What's My Name?" (20 tháng 11 năm 2010)[29]
- 58–1 – Flo Rida — "Right Round" (28 tháng 2 năm 2009)[30]
- 53–1 – Rihanna — "Take a Bow" (24 tháng 5 năm 2008)[31]
- 53–1 – Taio Cruz hợp tác với Ludacris — "Break Your Heart" (20 tháng 3 năm 2010)[32]
- 53–1 – Taylor Swift hợp tác với Kendrick Lamar — "Bad Blood" (6 tháng 6 năm 2015)[33]

 Từ năm 1955–2001, dưới phương pháp thống kê trước đây của Billboard, việc nhảy hạng đối với các bài hát là rất khó xảy ra, và chỉ có hai đĩa đơn nhảy lên vị trí số một từ một thứ hạng dưới top 20: "Can't Buy Me Love" của The Beatles, từ vị trí thứ 27 đến vị trí quán quân vào tháng 4 năm 1964, và "The Boy Is Mine" của Brandy và Monica từ hạng 23 đến hạng nhất vào tháng 6 năm 1998.

### Bước nhảy lớn nhất trong một tuần
- 100–2 (98 hạng) – Taylor Swift hợp tác với Brendon Urie – "Me!" (11 tháng 5 năm 2019)[34]
- 97–1 (96 hạng) – Kelly Clarkson — "My Life Would Suck Without You" (7 tháng 2 năm 2009)[35]
- 96–1 (95 hạng) – Britney Spears — "Womanizer" (25 tháng 10 năm 2008)[36]
- 94–3 (91 hạng) – Beyoncé và Shakira — "Beautiful Liar" (7 tháng 4 năm 2007)[37]
- 95–7 (88 hạng) – Akon hợp tác với Eminem — "Smack That" (14 tháng 10 năm 2006)[38]
- 97–9 (88 hạng) – Drake hợp tác với Nicki Minaj — "Make Me Proud" (5 tháng 11 năm 2011)[39]
- 96–11 (85 hạng) – Carrie Underwood — "Cowboy Casanova" (10 tháng 10 năm 2009)[40]
- 100–15 (85 hạng) – A. R. Rahman và Pussycat Dolls hợp tác với Nicole Scherzinger — "Jai Ho! (You Are My Destiny)" (14 tháng 3 năm 2009)[41]
- 85–2 (83 hạng) – Katy Perry — "Roar" (31 tháng 8 năm 2013)[42]
- 86–4 (82 hạng) – Vanessa Hudgens và Zac Efron — "Breaking Free" (11 tháng 2 năm 2006)[43]
- 93–12 (81 hạng) – Matchbox Twenty — "How Far We've Come" (22 tháng 9 năm 2007)[44]
- 93-12 (81 hạng) – Kygo và Selena Gomez — "It Ain't Me" (11 tháng 3 năm 2017)[45]
- 100-19 (81 hạng) – Lorde — "Green Light" (25 tháng 3 năm 2017)[46]

### Mất nhiều thời gian để đạt vị trí quán quân nhất
- 33 tuần – Los del Río — "Macarena (Bayside Boys Mix)" (1995–96)[47]
- 31 tuần – Lonestar — "Amazed" (1999–2000)
- 30 tuần – John Legend — "All of Me" (2013–14)[48]
- 27 tuần – Creed — "With Arms Wide Open" (2000)
- 26 tuần – Vertical Horizon — "Everything You Want" (2000)
- 25 tuần – UB40 — "Red Red Wine" (1988)
- 23 tuần – Patti Austin và James Ingram — "Baby, Come to Me" (1983), Sia hợp tác với Sean Paul – "Cheap Thrills" (2016), Camila Cabello hợp tác với Young Thug - "Havana" (2018)
- 22 tuần – Vangelis — "Chariots of Fire" (1982), Lady Gaga hợp tác với Colby O'Donis — "Just Dance" (2008–09), Lady Gaga và Bradley Cooper – "Shallow" (2018–19)
- 21 tuần – Nick Gilder — "Hot Child in the City" (1978), Robert John — "Sad Eyes" (1979), Outkast — "The Way You Move" (2003–04), Adele — "Set Fire to the Rain" (2011–12)

### Bước tụt khỏi đầu hàng lớn nhất
- 1 - 45 (44 hạng) - Jimin - Like Crazy (24 tháng 3 năm 2023)

- 1 - 38 (37 hạng) - Taylor Swift - willow (11 tháng 12 năm 2020)
- 1 - 34 (33 hạng) - 6ix9ine ft. Nicki Minaj - Trollz (15 tháng 6 năm 2020)
- 1 - 15 (14 hạng) - Billy Preston — "Nothing from Nothing" (26 tháng 10 năm 1974)
- 1 - 15 (14 hạng) - Dionne Warwicke và The Spinners — "Then Came You" (2 tháng 11 năm 1974)
- 1 - 12 (11 hạng) - Simon & Garfunkel — "The Sound of Silence" (29 tháng 1 năm 1966)
- 1 - 12  (11 hạng) -  Barry White — "Can't Get Enough of Your Love, Babe" (28 tháng 9 năm 1974)
- 1 - 12  (11 hạng) -  Andy Kim — "Rock Me Gently" (5 tháng 10 năm 1974)
- 1 - 12  (11 hạng) -  Stevie Wonder — "You Haven't Done Nothin'" (9 tháng 11 năm 1974)
- 1 - 12  (11 hạng) -  Bachman-Turner Overdrive — "You Ain't Seen Nothing Yet" (16 tháng 11 năm 1974)
- 1 - 12  (11 hạng) -  John Lennon and Plastic Ono Band — "Whatever Gets You thru the Night" (23 tháng 11 năm 1974)
- 1 - 11  (10 hạng) -  Diana Ross — "Theme from Mahogany (Do You Know Where You're Going To)" (31 tháng 1 năm 1976)
- 1 - 10  (9 hạng)   -  Phil Collins — "Two Hearts" (4 tháng 2 năm 1989)

Nguồn:

### Bước lùi lớn nhất trong một tuần
- 17–96 (79 hạng) – Javier Colon — "Stitch by Stitch" (23 tháng 6 năm 2011)[50]
- 21–99 (78 hạng) – Jordan Smith – "Somebody to Love" (2 tháng 1 năm 2016)[51]
- 16–93 (77 hạng) – 5 Seconds of Summer — "Amnesia" (26 tháng 7 năm 2014)[52]
- 17–92 (75 hạng) – Justin Bieber — "Die in Your Arms" (23 tháng 6 năm 2012)[53]
- 17–91 (74 hạng) – Lil Wayne – "Can't Be Broken" (20 tháng 10 năm 2018)[54]
- 23–96 (73 hạng) – Colbie Caillat – "I Do" (5 tháng 3 năm 2011)[55]
- 21–94 (73 hạng) – Justin Bieber — "Never Let You Go" (27 tháng 3 năm 2010)[56]
- 21–94 (73 hạng) – Glee Cast — "Empire State of Mind" (16 tháng 10 năm 2010)[57]
- 16–89 (73 hạng) – Jonas Brothers — "Pushin' Me Away" (9 tháng 8 năm 2008)[58]
- 13–86 (73 hạng) – Justin Timberlake và Matt Morris hợp tác với Charlie Sexton — "Hallelujah" (20 tháng 2 năm 2010)[59]
- 20–92 (72 hạng) – The Beatles — "The Beatles Movie Medley" (5 tháng 6 năm 1982)[60]

Nguồn:

### Bước lùi khỏi bảng xếp hạng lớn nhất
- Từ #1 - Mariah Carey - "All I Want For Christmas Is You" (4 tháng 1 năm 2020)††
- Từ #3 - Mariah Carey — "All I Want for Christmas is You" (12 tháng 1 năm 2019)††[62]
- Từ #4 – Prince và The Revolution — "Purple Rain"† (21 tháng 5 năm 2016)
- Từ #8 – Prince — "When Doves Cry"† (21 tháng 5 năm 2016), Bobby Helms – "Jingle Bell Rock" (12 tháng 1 năm 2019)††[62]
- Từ #9 – Soko — "We Might Be Dead by Tomorrow" (5 tháng 4 năm 2014),[63] Brenda Lee – "Rockin' Around the Christmas Tree" (12 tháng 1 năm 2019)††[62]
- Từ #10 – Burl Ives – "A Holly Jolly Christmas" (12 tháng 1 năm 2019)††[62]
- Từ #11 – Jonas Brothers — "A Little Bit Longer" (30 tháng 8 năm 2008),[63][64] Taylor Swift — "Mean" (13 tháng 11 năm 2010),[65] One Direction — "Diana" (14 tháng 12 năm 2013)[66] Mariah Carey – "All I Want for Christmas is You" (16 tháng 1 năm 2016)††,[67] Nat King Cole – "The Christmas Song (Merry Christmas To You)" (12 tháng 1 năm 2019)††[68]

† — "Purple Rain" và "When Doves Cry" xuất liện lại trên Hot 100 trong hai tuần vào năm 2016, và thứ hạng trên chỉ được thể hiện vào lần xuất hiện lại này. Khi những bài hát này xuất hiện lần đầu vào năm 1984, thứ hạng của chúng trong tuần cuối cùng trên Hot 100 đều là dưới top 10.
†† — Bài hát chỉ xuất hiện vào mùa Giáng sinh.
Nguồn:

### Đĩa đơn quán quân hai lần bởi hai nghệ sĩ khác nhau
- "Go Away Little Girl" — Steve Lawrence (1963) và Donny Osmond (1971)
- "The Loco-Motion" — Little Eva (1962) và Grand Funk (1974)
- "Please Mr. Postman" — The Marvelettes (1961) và The Carpenters (1975)
- "Venus" — Shocking Blue (1970) và Bananarama (1986)
- "Lean on Me" — Bill Withers (1972) và Club Nouveau (1987)
- "You Keep Me Hangin' On" — The Supremes (1966) và Kim Wilde (1987)
- "When a Man Loves a Woman" — Percy Sledge (1966) và Michael Bolton (1991)
- "I'll Be There" — The Jackson 5 (1970) và Mariah Carey (1992)
- "Lady Marmalade" — Labelle (1975) và Christina Aguilera / Lil Kim / Mya / P!nk (2001)

Nguồn:

### Những bài hát quán quân không phải/hoàn toàn không phải bằng tiếng Anh
- "Nel Blu Dipinto Di Blu (Volare)" — Domenico Modugno (Tiếng Ý – 18 tháng 8 năm 1958 trong 5 tuần không liên tiếp)
- "Sukiyaki" — Kyu Sakamoto (Tiếng Nhật – 15 tháng 6 năm 1963 trong 3 tuần)
- "Dominique" — The Singing Nun (Tiếng Pháp – 7 tháng 12 năm 1963 trong 4 tuần)
- "Rock Me Amadeus" — Falco (Tiếng Anh/Đức – 29 tháng 3 năm 1986 trong 3 tuần)
- "La Bamba" — Los Lobos (Tiếng Tây Ban Nha – 29 tháng 8 năm 1987 trong 3 tuần)
- "Macarena (Bayside Boys Mix)" — Los del Río (Tiếng Anh/Tây Ban Nha – 3 tháng 8 năm 1996 trong 14 tuần)
- "Despacito" – Luis Fonsi và Daddy Yankee hợp tác với Justin Bieber (Tiếng Anh/Tây Ban Nha – 27 tháng 5 năm 2017 trong 16 tuần)
- "I Like It" – Cardi B, J Balvin, Bad Bunny –  (Tiếng Anh/Tây Ban Nha - 7 tháng 7 năm 2018 trong 1 tuần)
- "Life Goes On" - BTS (Tiếng Hàn - 20 tháng 11 năm 2020 trong 1 tuần)
- "Savage Love (Laxed – Siren Beat) (BTS Remix)" – Jawsh 685, Jason Derulo và BTS (Tiếng Anh/Hàn - 2 tháng 10 năm 2020 trong 1 tuần)

### Những bài hát quán quân không lời
- "The Happy Organ" — Dave "Baby" Cortez (11 tháng 5 năm 1959 trong 1 tuần)
- "Sleepwalk" — Santo and Johnny (21 tháng 5 năm 1959 trong 2 tuần)
- "Theme from A Summer Place" — Percy Faith (22 tháng 2 năm 1960 trong 9 tuần)
- "Wonderland by Night" — Bert Kaempfert (9 tháng 1 năm 1961 trong 3 tuần)
- "Calcutta" — Lawrence Welk (13 tháng 2 năm 1961 trong 2 tuần)
- "Stranger on the Shore" — Mr. Acker Bilk (26 tháng 5 năm 1962 trong 1 tuần)
- "The Stripper" — David Rose (7 tháng 2 năm 1962 trong 1 tuần)
- "Telstar" — The Tornados (22 tháng 12 năm 1962 trong 3 tuần)
- "Love Is Blue" — Paul Mauriat (10 tháng 2 năm 1968 trong 5 tuần)
- "Grazing in the Grass" — Hugh Masekela (20 tháng 7 năm 1968 trong 2 tuần)
- "Love Theme from Romeo and Juliet" — Henry Mancini (28 tháng 7 năm 1969 trong 2 tuần)
- "Frankenstein" — The Edgar Winter Group (26 tháng 5 năm 1973 trong 1 tuần)
- "Love's Theme" — Love Unlimited Orchestra (9 tháng 2 năm 1974 trong 1 tuần)
- "TSOP (The Sound of Philadelphia)" — MFSB và The Three Degrees † (20 tháng 4 năm 1974 trong 2 tuần)
- "Pick Up the Pieces" — Average White Band † (22 tháng 2 năm 1975 trong 1 tuần)
- "The Hustle" — Van McCoy và the Soul City Symphony † (26 tháng 7 năm 1975 trong 1 tuần)
- "Fly, Robin, Fly" — Silver Convention † (29 tháng 11 năm 1975 trong 3 tuần)
- "Theme from S.W.A.T." — Rhythm Heritage (28 tháng 2 năm 1976 trong 1 tuần)
- "A Fifth of Beethoven" — Walter Murphy and the Big Apple Band (9 tháng 10 năm 1976 trong 1 tuần)
- "Gonna Fly Now" — Bill Conti † (2 tháng 7 năm 1977 trong 1 tuần)
- "Star Wars Theme/Cantina Band" — Meco (1 tháng 10 năm 1977 trong 2 tuần)
- "Rise" — Herb Alpert (20 tháng 10 năm 1979 trong 2 tuần)
- "Chariots of Fire" — Vangelis (8 tháng 5 năm 1982 trong 1 tuần)
- "Miami Vice Theme" — Jan Hammer (9 tháng 11 năm 1985 trong 1 tuần)
- "Harlem Shake" — Baauer † (2 tháng 3 năm 2013 trong 5 tuần)

† — Có chứa một phần giọng hát, nhưng vẫn được xem xét là một bản nhạc không lời.

## Thành tựu của nghệ sĩ

### Nhiều đĩa đơn quán quân nhất
| Lượng đĩa đơn quán quân | Nghệ sĩ                                 | Đĩa đơn thành công nhất                        |
| ----------------------- | --------------------------------------- | ---------------------------------------------- |
| 20                      | The Beatles                             | "Hey Jude"                                     |
| 19                      | Mariah Carey                            | One Sweet Day (hợp tác với Boyz II Men)        |
| 18                      | Elvis Presley (Tiền Hot 100 và Hot 100) | "Don't Be Cruel / Hound Dog"                   |
| 14                      | Rihanna                                 | "We Found Love" (hợp tác với Calvin Harris)    |
| 13                      | Michael Jackson                         | "Say Say Say" (song ca với Paul McCartney)     |
| 12                      | The Supremes                            | "Love Child"                                   |
| 12                      | Madonna                                 | "Like a Virgin"                                |
| 11                      | Whitney Houston                         | "I Will Always Love You"                       |
| 10                      | Stevie Wonder                           | "Ebony and Ivory" (song ca với Paul McCartney) |
| 10                      | Janet Jackson                           | "Miss You Much"                                |

Nguồn:

### Nhiều tuần ở ngôi vị đầu bảng nhất
| Số tuần ở vị trí quán quân | Nghệ sĩ         |
| -------------------------- | --------------- |
| 82                         | Mariah Carey    |
| 79                         | Elvis Presley†  |
| 60                         | Rihanna         |
| 59                         | The Beatles     |
| 52                         | Drake           |
| 50                         | Boyz II Men     |
| 47                         | Usher           |
| 42                         | Beyoncé         |
| 37                         | Michael Jackson |
| 34                         | Elton John      |
| 33                         | Janet Jackson   |
| 33                         | Katy Perry      |

*† Tiền Hot 100 và Hot 100. Presley thường được đề cập đã đạt được 80 tuần ở ngôi vị quán quân, khi "All Shook Up" có 9 tuần đứng đầu bảng xếp hạng "Most Played in Jukeboxes". Mặc dù nhà thống kê của Billboard Joel Whitburn vẫn tính tuần thứ 80 này dựa trên những nghiên cứu tồn tại trước đó, tạp chí Billboard vẫn đề cập Presley với 79 tuần.
*Hầu hết số tuần của Presley được tính trong giai đoạn tiền Hot 100. Nếu chỉ tính từ khi Billboard chuyển đổi hệ thống xếp hạng thành Hot 100, Presley có tổng cộng 22 tuần ở vị trí số một.
Nguồn:

### Nhiều đĩa đơn quán quân liên tiếp nhất
| Số lượng đĩa đơn | Nghệ sĩ         | Hit đầu tiên và ngày lên ngôi đầu bảng                                    | Hit cuối cùng và ngày lên ngôi đầu bảng              | Bài hát phá vỡ kỷ lục                                                |
| ---------------- | --------------- | ------------------------------------------------------------------------- | ---------------------------------------------------- | -------------------------------------------------------------------- |
| 7                | Whitney Houston | "Saving All My Love for You" (26 tháng 10 năm 1985)                       | "Where Do Broken Hearts Go" (23 tháng 4 năm 1988)    | "Love Will Save the Day" (#9 – 27 tháng 8 năm 1988)                  |
| 6                | The Beatles     | "I Feel Fine" (26 tháng 12 năm 1964)                                      | "We Can Work It Out" (8 tháng 1 năm 1966)            | "Nowhere Man" (#3 – 26 tháng 3 năm 1966)                             |
| 6                | Bee Gees        | "How Deep Is Your Love" (24 tháng 12 năm 1977)                            | "Love You Inside Out" (9 tháng 6 năm 1979)           | "He's A Liar" (#30 – 24 tháng 10 năm 1981)                           |
| 5                | Elvis Presley   | "A Big Hunk o' Love" (10 tháng 8 năm 1959)                                | "Surrender" (20 tháng 5 năm 1961)                    | "I Feel So Bad" (#5 – tháng 5 năm 1961)                              |
| 5                | The Supremes    | "Where Did Our Love Go" (22 tháng 8 năm 1964)                             | "Back in My Arms Again" (12 tháng 6 năm 1965)        | "Nothing but Heartaches" (#11 – 4 tháng 9 năm 1965)                  |
| 5                | Michael Jackson | "I Just Can't Stop Loving You" (với Siedah Garrett) (19 tháng 9 năm 1987) | "Dirty Diana" (2 tháng 7 năm 1988)                   | "Another Part of Me" (#11 – 10 tháng 9 năm 1988)                     |
| 5                | Mariah Carey    | "Vision of Love" (4 tháng 8 năm 1990)                                     | "Emotions" (12 tháng 10 năm 1991)                    | "Can't Let Go" (#2 – 25 tháng 1 năm 1992)                            |
| 5                | Mariah Carey    | "Fantasy" (30 tháng 9 năm 1995)                                           | "My All" (23 tháng 5 năm 1998)                       | "When You Believe" (với Whitney Houston) (#15 – 30 tháng 1 năm 1999) |
| 5                | Katy Perry      | "California Gurls" (hợp tác với Snoop Dogg) (19 tháng 6 năm 2010)         | "Last Friday Night (T.G.I.F.)" (17 tháng 8 năm 2011) | "The One That Got Away" (#3 – 7 tháng 1 năm 2012)                    |

Lưu ý: Đĩa đơn "Thinking About You" của Houston không được tính là đã can thiệp vào kỷ lục của cô, vì nó không được phát hành trên các đài phát thanh nhạc Pop nên không xuất hiện trên Hot 100. Trường hợp này cũng được tính cho "Not Like the Movies" và "Circle the Drain" của Perry vì chúng chỉ là những đĩa đơn quảng bá, không phải đĩa đơn chính thức.
Nguồn:

### Nhiều tuần liên tiếp thống trị song song Hot 100 và Billboard 200 nhất
| Số tuần | Nghệ sĩ         | Năm Xếp hạng | Đĩa đơn                                                          | Album                                        |
| ------- | --------------- | ------------ | ---------------------------------------------------------------- | -------------------------------------------- |
| 12      | The Beatles     | 1964         | "I Want to Hold Your Hand", "She Loves You", "Can't Buy Me Love" | Meet the Beatles!, The Beatles' Second Album |
| 12      | Whitney Houston | 1992-93      | "I Will Always Love You"                                         | The Bodyguard: Original Soundtrack Album     |
| 7       | Michael Jackson | 1983         | "Billie Jean"                                                    | Thriller                                     |
| 7       | Drake           | 2016         | "One Dance" (hợp tác với Wizkid và Kyla)                         | Views                                        |
| 7       | The Monkees     | 1966-67      | "I'm a Believer"                                                 | The Monkees, More of the Monkees             |

Nguồn:

### Nhiều năm liên tiếp có đĩa đơn quán quân nhất
| Số năm | Nghệ sĩ                                 | Hit đầu tiên và ngày lên ngôi đầu bảng          | Hit cuối cùng và ngày lên ngôi đầu bảng            |
| ------ | --------------------------------------- | ----------------------------------------------- | -------------------------------------------------- |
| 11     | Mariah Carey                            | "Vision of Love" (4 tháng 8 năm 1990)           | "Thank God I Found You" (19 tháng 2 năm 2000)      |
| 7      | Elvis Presley (tiền Hot 100 và Hot 100) | "Heartbreak Hotel" (17 tháng 3 năm 1956)        | "Good Luck Charm" (28 tháng 4 năm 1962)            |
| 7      | The Beatles                             | "I Want to Hold Your Hand" (1 tháng 2 năm 1964) | "The Long and Winding Road" (20 tháng 6 năm 1970)  |
| 6      | The Supremes                            | "Where Did Our Love Go" (22 tháng 8 năm 1964)   | "Someday We'll Be Together" (27 tháng 12 năm 1969) |
| 6      | Lionel Richie                           | "Endless Love" (15 tháng 8 năm 1981)            | "Say You, Say Me" (11 tháng 1 năm 1986)            |

Nguồn:

### Nhiều đĩa đơn quán quân nhất trong một năm
| Số lượng đĩa đơn | Nghệ sĩ                      | Năm xếp hạng | Đĩa đơn |
| ---------------- | ---------------------------- | ------------ | --- |
| 6                | The Beatles                  | 1964         | "I Want to Hold Your Hand", "She Loves You", "Can't Buy Me Love", "Love Me Do", "A Hard Day's Night", "I Feel Fine"                |
| 5                | The Beatles                  | 1965         | "I Feel Fine", "Eight Days a Week", "Ticket to Ride", "Help!", "Yesterday"                                                         |
| 4                | Elvis Presley (tiền Hot 100) | 1956         | "Heartbreak Hotel", "I Want You, I Need You, I Love You", "Hound Dog" / "Don't Be Cruel", "Love Me Tender"                         |
| 4                | Elvis Presley (tiền Hot 100) | 1957         | "Too Much", "All Shook Up", "(Let Me Be Your) Teddy Bear", "Jailhouse Rock"                                                        |
| 4                | The Supremes                 | 1965         | "Come See About Me", "Stop! In the Name of Love", "Back in My Arms Again", "I Hear a Symphony"                                     |
| 4                | Jackson 5                    | 1970         | "I Want You Back", "ABC", "The Love You Save", "I'll Be There"                                                                     |
| 4                | George Michael               | 1988         | "Faith", "Father Figure", "One More Try", "Monkey"                                                                                 |
| 4                | Usher                        | 2004         | "Yeah!" (hợp tác với Lil Jon và Ludacris), "Burn", "Confessions Part II", "My Boo" (song ca với Alicia Keys)                       |
| 4                | Rihanna                      | 2010         | "Rude Boy", "Love the Way You Lie" (Eminem hợp tác với Rihanna), "What's My Name?" (hợp tác với Drake), "Only Girl (In the World)" |

Nguồn:

### Nhiều đĩa đơn lọt vào top 10 nhất
| Số lượng đĩa đơn | Nghệ sĩ         | Nguồn   |
| ---------------- | --------------- | ------- |
| 38               | Madonna         | [ 80 ]  |
| 36†              | Elvis Presley   | [ 99 ]  |
| 34               | The Beatles     | [ 80 ]  |
| 33               | Drake           | [ 100 ] |
| 31               | Rihanna         | [ 101 ] |
| 30               | Michael Jackson | [ 100 ] |
| 28               | Stevie Wonder   | [ 80 ]  |
| 28               | Mariah Carey    | [ 102 ] |
| 27               | Elton John      | [ 80 ]  |
| 27               | Janet Jackson   | [ 103 ] |

Nguồn:
Lưu ý: Nếu kết hợp những tác phẩm của Paul McCartney và the Beatles lại với nhau, ông sẽ đứng đầu danh sách với 57 hit top 10

### Nhiều tuần liên tiếp trong top 10 nhất
| Số tuần | Nghệ sĩ          | Năm xếp hạng | Đĩa đơn |
| ------- | ---------------- | ------------ | --- |
| 69      | Katy Perry       | 2010–11      | "California Gurls" (hợp tác với Snoop Dogg), "Teenage Dream", "Firework", "E.T." (hợp tác với Kanye West), "Last Friday Night (T.G.I.F.)" |
| 61      | The Chainsmokers | 2016–17      | "Don't Let Me Down" (hợp tác với Daya), "Closer" (hợp tác với Halsey), "Paris", "Something Just Like This" (với Coldplay)                 |
| 51      | Drake            | 2015–16      | "Hotline Bling", "Work" (Rihanna hợp tác với Drake), "Summer Sixteen", "One Dance" (hợp tác với Wizkid và Kyla)                           |
| 48      | Ace of Base      | 1993–94      | "All That She Wants", "The Sign", "Don't Turn Around"                                                                                     |
| 46      | Rihanna          | 2010–11      | "Love the Way You Lie" (Eminem hợp tác với Rihanna), "Only Girl (In the World)", "What's My Name?" (hợp tác với Drake), "S&M"             |
| 45      | The Weeknd       | 2015–16      | "Earned It", "Can't Feel My Face", "The Hills"                                                                                            |

Nguồn:

### Nhiều đĩa đơn á quân nhất
| Số đĩa đơn á quân | Nghệ sĩ                      |
| ----------------- | ---------------------------- |
| 6                 | Madonna                      |
| 6                 | Taylor Swift                 |
| 5                 | Elvis Presley                |
| 5                 | The Carpenters               |
| 5                 | Creedence Clearwater Revival |

### Ra mắt trong top 10 nhiều nhất
| Số lượng | Nghệ sĩ       | Nguồn   |
| -------- | ------------- | ------- |
| 17       | Drake         | [ 100 ] |
| 14       | Taylor Swift  | [ 109 ] |
| 12       | Eminem        | [ 109 ] |
| 11       | Lil Wayne     | [ 110 ] |
| 9        | Ariana Grande | [ 109 ] |
| 8        | Justin Bieber | [ 109 ] |
| 6        | Lady Gaga     | [ 109 ] |
| 6        | Rihanna       | [ 109 ] |

### Nhiều đĩa đơn trong top 40 nhất
| Số lượng | Nghệ sĩ        | Nguồn          |
| -------- | -------------- | -------------- |
| 95       | Drake          | [ 34 ]         |
| 81       | Lil Wayne      | [ 34 ]         |
| 81       | Elvis Presley† | [ 34 ] [ 111 ] |
| 57       | Elton John     | [ 34 ]         |
| 57       | Taylor Swift   | [ 34 ]         |
| 52       | Nicki Minaj    | [ 112 ]        |
| 51       | Glee Cast      | [ 113 ]        |
| 50       | The Beatles    | [ 113 ]        |
| 50       | Rihanna        | [ 113 ]        |
| 50       | Jay-Z          | [ 113 ]        |
| 49       | Madonna        | [ 113 ]        |
| 49       | Kanye West     | [ 113 ]        |

† Nếu tính những tác phẩm xuất hiện trước kỷ nguyên Hot 100, Presley sẽ được tính với 115 bài hát lọt vào top 40.

### Nhiều bài hát lọt vào Hot 100 nhất
| Số lượng | Nghệ sĩ         | Nguồn   |
| -------- | --------------- | ------- |
| 207      | Glee Cast       | [ 114 ] |
| 193      | Drake           | [ 115 ] |
| 163      | Lil Wayne       | [ 116 ] |
| 138      | Taylor Swift    | [ 117 ] |
| 109      | Elvis Presley † | [ 114 ] |
| 102      | Nicki Minaj     | [ 118 ] |
| 99       | Jay-Z           | [ 115 ] |
| 96       | Kanye West      | [ 119 ] |
| 93       | Chris Brown     | [ 120 ] |
| 91       | James Brown     | [ 114 ] |
| 84       | Future          | [ 121 ] |
| 75       | Ray Charles     | [ 115 ] |
| 74       | Eminem          | [ 122 ] |
| 73       | Aretha Franklin | [ 115 ] |
| 71       | Justin Bieber   | [ 123 ] |
| 71       | The Beatles     | [ 115 ] |

Nguồn:

### Thay thế chính mình ở vị trí số một
| Tên nghệ sĩ         | Bài hát đạt Quán quân                                                                    | Bài hát đạt Quán quân thay thế cho bài hát trước                             | Ngày        | Năm  |
| ------------------- | ---------------------------------------------------------------------------------------- | ---------------------------------------------------------------------------- | ----------- | ---- |
| Elvis Presley †     | Hound Dog / Don't Be Cruel                                                               | → Love Me Tender                                                             | 27 tháng 10 | 1956 |
| The Beatles ††      | I Want to Hold Your Hand                                                                 | → She Loves You                                                              | 21 tháng 3  | 1964 |
| The Beatles ††      | She Loves You                                                                            | → Can't Buy Me Love                                                          | 4 tháng 4   | 1964 |
| Boyz II Men         | I'll Make Love to You                                                                    | → On Bended Knee                                                             | 3 tháng 12  | 1994 |
| Puff Daddy          | I'll Be Missing You                                                                      | → Mo Money Mo Problems (The Notorious B.I.G. hợp tác với Puff Daddy và Mase) | 30 tháng 8  | 1997 |
| Ja Rule             | Always on Time (Ja Rule hợp tác với Ashanti)                                             | → Ain't It Funny (Jennifer Lopez hợp tác với Ja Rule)                        | 9 tháng 3   | 2002 |
| Nelly               | Hot in Herre                                                                             | → Dilemma (Nelly hợp tác với Kelly Rowland)                                  | 17 tháng 8  | 2002 |
| OutKast             | Hey Ya!                                                                                  | → The Way You Move (OutKast hợp tác với Sleepy Brown)                        | 14 tháng 2  | 2004 |
| Usher               | Yeah!" (Usher hợp tác với Lil Jon và Ludacris)                                           | → Burn                                                                       | 22 tháng 5  | 2004 |
| Usher               | Burn                                                                                     | → Confessions Part II                                                        | 24 tháng 7  | 2004 |
| T.I.                | Whatever You Like                                                                        | → Live Your Life (T.I. hợp tác với Rihanna)                                  | 18 tháng 10 | 2008 |
| T.I.                | Whatever You Like                                                                        | → Live Your Life                                                             | 15 tháng 11 | 2008 |
| The Black Eyed Peas | Boom Boom Pow                                                                            | → I Gotta Feeling                                                            | 11 tháng 7  | 2009 |
| Taylor Swift        | Shake It Off                                                                             | → Blank Space                                                                | 29 tháng 11 | 2014 |
| The Weeknd          | Can't Feel My Face                                                                       | → The Hills                                                                  | 3 tháng 10  | 2015 |
| Justin Bieber       | Sorry                                                                                    | → Love Yourself                                                              | 13 tháng 2  | 2016 |
| Justin Bieber       | I'm the One (DJ Khaled hợp tác với Justin Bieber, Quavo, Chance the Rapper và Lil Wayne) | → Despacito (Luis Fonsi và Daddy Yankee hợp tác với Justin Bieber)           | 27 tháng 5  | 2017 |
| Drake               | God's Plan                                                                               | → Nice for What                                                              | 21 tháng 4  | 2018 |
| Drake               | Nice for What                                                                            | → In My Feelings                                                             | 21 tháng 7  | 2018 |
| Ariana Grande       | Thank u, next                                                                            | → 7 rings                                                                    | 22 tháng 1  | 2019 |
| BTS                 | Butter (bài hát)                                                                         | → Permission to Dance                                                        | 24 tháng 7  | 2021 |

- Elvis Presley — "Hound Dog" / "Don't Be Cruel" → "Love Me Tender" (27 tháng 10 năm 1956) (bảng xếp hạng "Best Sellers in Stores" và "Most Played by Jockeys")
- The Beatles † — "I Want to Hold Your Hand" → "She Loves You" (ngày 21 tháng 3 năm 1964); "She Loves You" → "Can't Buy Me Love" (4 tháng 4 năm 1964)
- Boyz II Men — "I'll Make Love to You" → "On Bended Knee" (3 tháng 12 năm 1994)
- Ariana Grande- "Thank u, next" -> "7 rings" (22 tháng 1 năm 2019)
- Puff Daddy — "I'll Be Missing You" (Puff Daddy và Faith Evans hợp tác với 112) → "Mo Money Mo Problems" (The Notorious B.I.G. hợp tác với Puff Daddy và Mase) (30 tháng 8 năm 1997)
- Ja Rule — "Always on Time" (Ja Rule hợp tác với Ashanti) → "Ain't It Funny" (Jennifer Lopez hợp tác với Ja Rule) (9 tháng 3 năm 2002)
- Nelly — "Hot in Herre" → "Dilemma" (Nelly hợp tác với Kelly Rowland) (17 tháng 8 năm 2002)
- OutKast — "Hey Ya!" → "The Way You Move" (OutKast hợp tác với Sleepy Brown) (14 tháng 2 năm 2004)

- Usher— "Yeah!" (Usher hợp tác với Lil Jon và Ludacris) → "Burn" (22 tháng 5 năm 2004); "Burn" → "Confessions Part II" (24 tháng 7 năm 2004)
- T.I. — "Whatever You Like" → "Live Your Life" (T.I. hợp tác với Rihanna) (18 tháng 10 năm 2008); "Whatever You Like" → "Live Your Life" (15 tháng 11 năm 2008)
- The Black Eyed Peas — "Boom Boom Pow" → "I Gotta Feeling" (11 tháng 7 năm 2009)
- Taylor Swift — "Shake It Off" → "Blank Space" (29 tháng 11 năm 2014)
- The Weeknd — "Can't Feel My Face" → "The Hills" (3 tháng 10 năm 2015)
- Justin Bieber — "Sorry" → "Love Yourself" (13 tháng 2 năm 2016); "I'm the One" (DJ Khaled hợp tác với Justin Bieber, Quavo, Chance the Rapper và Lil Wayne) → "Despacito" (Luis Fonsi và Daddy Yankee hợp tác với Justin Bieber) (27 tháng 5 năm 2017)
- Drake – "God's Plan" →với 3 "Nice for What" (21 tháng 4 năm 2018); "Nice for What" → "In My Feelings" (21 tháng 7 năm 2018)
- BTS —"Butter (bài hát)" →"Permission to Dance" (24 tháng 7 năm 2021)

 † :Dữ liệu lấy từ bảng xếp hạng "Best Sellers in Stores" và "Most Played by Jockeys"
†† : The Beatles là nghệ sĩ duy nhất trong lịch sử thay thế chính mình ở vị trí số một 3 bài hát liên tiếp.
Nguồn:

### Đạt hạng nhất sau khi qua đời
- Otis Redding (mất ngày 10 tháng 12 năm 1967) — "(Sittin' On) The Dock of the Bay" (16 tháng 3 năm 1968)
- Janis Joplin (mất ngày 4 tháng 10 năm 1970) — "Me and Bobby McGee" (20 tháng 3 năm 1971)
- Jim Croce (mất ngày 20 tháng 9 năm 1973) — "Time in a Bottle" (29 tháng 12 năm 1973)
- John Lennon (mất ngày 8 tháng 12 năm 1980) — "(Just Like) Starting Over" (27 tháng 12 năm 1980)
- The Notorious B.I.G. (mất ngày 9 tháng 3 năm 1997) — "Hypnotize" (3 tháng 5 năm 1997) và "Mo Money Mo Problems" (30 tháng 8 năm 1997)
- Soulja Slim (mất ngày 26 tháng 11 năm 2003) — "Slow Motion" (Juvenile hợp tác với Soulja Slim) (7 tháng 11 năm 2004)
- Static Major (mất ngày 25 tháng 2 năm 2008) — "Lollipop" (Lil Wayne hợp tác với Static Major) (3 tháng 5 năm 2008)
- XXXTentacion (mất ngày 18 tháng 6 năm 2018) – "Sad!" (30 tháng 6 năm 2018)

Nguồn:

### Kỷ lục về độ tuổi
- Louis Armstrong (62 năm, 279 ngày tuổi) là nghệ sĩ lớn tuổi nhất từng đứng đầu Hot 100. Ông thiết lập kỷ lục này với "Hello, Dolly!" vào ngày 9 tháng 5 năm 1964.
- Cher (52 năm, 297 ngày tuổi) là nữ nghệ sĩ lớn tuổi nhất từng đứng đầu Hot 100. Bà thiết lập kỷ lục này với "Believe" vào ngày 13 tháng 3 năm 1999.
- Michael Jackson (11 năm, 155 ngày tuổi) là nghệ sĩ nhỏ tuổi nhất từng đứng đầu Hot 100. Ông thiết lập kỷ lục này, dưới tư cách là thành viên của the Jackson 5, với "I Want You Back" vào ngày 31 tháng 1 năm 1970.
- Stevie Wonder (13 năm, 89 ngày tuổi) là nghệ sĩ đơn ca nhỏ tuổi nhất từng đứng đầu Hot 100. Ông thiết lập kỷ lục này với "Fingertips Pt. 2" vào ngày 10 tháng 8 năm 1963.
- Little Peggy March (15 năm, 50 ngày tuổi) là nghệ sĩ nữ nhỏ tuổi nhất từng đứng đầu Hot 100. Bà thiết lập kỷ lục này với "I Will Follow Him" vào ngày 27 tháng 4 năm 1963.
- Tony Bennett, khi đó 85 năm, 59 ngày tuổi, là nghệ sĩ lớn tuổi nhất từng xuất hiện trên Hot 100, với "Body and Soul", song ca với Amy Winehouse, đạt vị trí thứ 87 vào ngày 1 tháng 10 năm 2011.
- Nghệ sĩ người Pháp Jordy Lemoine (5 năm, 156 ngày tuổi) là nghệ sĩ nhỏ tuổi nhất từng xuất hiện trên Hot 100, với "Dur dur d'être bébé! (It's Tough to Be a Baby)", khi đó mang nghệ danh Jordy, xuất hiện trên bảng xếp hạng vào ngày 19 tháng 6 năm 1993.[127][128]

### Kỷ lục về khoảng cách
- Khoảng cách dài nhất giữa những đĩa đơn quán quân của một nghệ sĩ là 24 năm, 355 ngày của Cher. Đĩa đơn "Believe" của cô đạt hạng nhất vào ngày 13 tháng 3 năm 1999, lần đầu tiên kể từ đĩa đơn quán quân gần nhất của cô "Dark Lady" vào ngày 23 tháng 3 năm 1974.
- Cher còn giữ kỷ lục về khoảng cách giữa đĩa đơn quán quân đầu tiên và gần nhất trên Hot 100 từ trước đến nay: 33 năm, 232 ngày (từ "I Got You Babe" của Sonny & Cher ngày 14 tháng 8 năm 1965 đến tuần cuối ở hạng nhất của "Believe" ngày 3 tháng 4 năm 1999).
- Kỷ lục về khoảng cách chờ đợi dài nhất giữa đĩa đơn xuất hiện đầu tiên trên Hot 100 đến đĩa đơn quán quân đầu tiên thuộc về Santana, với 30 năm kể từ lần đầu tiên ông xuất hiện trên Hot 100 với "Jingo" (25 tháng 10 năm 1969) và tuần đầu tiên trong số 12 tuần ở hạng nhất với "Smooth," hợp tác với Rob Thomas (23 tháng 10 năm 1999).

## Thành tựu của album

### Nhiều đĩa đơn quán quân nhất từ một album
| Nghệ sĩ             | Album                              | Năm  | Số lượng đĩa đơn |
| ------------------- | ---------------------------------- | ---- | ---------------- |
| Michael Jackson     | Bad                                | 1987 | 5                |
| Katy Perry          | Teenage Dream                      | 2010 | 5                |
| Nhiều nghệ sĩ       | Saturday Night Fever               | 1977 | 4                |
| Whitney Houston     | Whitney                            | 1987 | 4                |
| George Michael      | Faith                              | 1987 | 4                |
| Paula Abdul         | Forever Your Girl                  | 1988 | 4                |
| Janet Jackson       | Janet Jackson's Rhythm Nation 1814 | 1989 | 4                |
| Mariah Carey        | Mariah Carey                       | 1990 | 4                |
| Usher               | Confessions                        | 2004 | 4                |
| Whitney Houston     | Whitney Houston                    | 1985 | 3                |
| Madonna             | True Blue                          | 1986 | 3                |
| Mariah Carey        | Daydream                           | 1995 | 3                |
| Fergie              | The Dutchess                       | 2006 | 3                |
| The Black Eyed Peas | The E.N.D                          | 2009 | 3                |
| Rihanna             | LOUD                               | 2010 | 3                |
| Adele               | 21                                 | 2011 | 3                |
| Taylor Swift        | 1989                               | 2014 | 3                |
| Justin Bieber       | Purpose                            | 2015 | 3                |
| The Weeknd          | After Hours                        | 2020 | 3                |

Nguồn:¤
- Saturday Night Fever bao gồm những đĩa đơn quán quân từ hai nghệ sĩ khác nhau: "How Deep Is Your Love", "Stayin' Alive" và "Night Fever" bởi the Bee Gees; và "If I Can't Have You" bởi Yvonne Elliman.
- Teenage Dream: The Complete Confection là một phiên bản tái phát hành của album Teenage Dream của Katy Perry, và bao gồm thêm một đĩa đơn quán quân khác, "Part Of Me", nâng tổng số cuối cùng của cô thành 6. Tuy nhiên, thành tích này không được tính vì những đĩa đơn từ phiên bản tái phát hành của một album và không phải từ bản gốc đều không được tính.[130]

### Nhiều đĩa đơn lọt vào top 10 nhất từ một album
| Nghệ sĩ                 | Album                              | Năm  | Số lượng đĩa đơn |
| ----------------------- | ---------------------------------- | ---- | ---------------- |
| Michael Jackson         | Thriller                           | 1982 | 7                |
| Bruce Springsteen       | Born in the U.S.A.                 | 1984 | 7                |
| Janet Jackson           | Janet Jackson's Rhythm Nation 1814 | 1989 | 7                |
| Drake                   | Scorpion                           | 2018 | 7                |
| Michael Jackson         | Bad                                | 1987 | 6                |
| George Michael          | Faith                              | 1987 | 6                |
| Janet Jackson           | Janet.                             | 1993 | 6                |
| Katy Perry ††           | Teenage Dream                      | 2010 | 6                |
| Lionel Richie           | Can't Slow Down                    | 1983 | 5                |
| Janet Jackson           | Control                            | 1986 | 5                |
| Genesis                 | Invisible Touch                    | 1986 | 5                |
| Madonna                 | True Blue                          | 1986 | 5                |
| Huey Lewis and the News | Fore!                              | 1986 | 5                |
| Whitney Houston         | Whitney                            | 1987 | 5                |
| Paula Abdul             | Forever Your Girl                  | 1988 | 5                |
| Bobby Brown             | Don't Be Cruel                     | 1988 | 5                |
| New Kids on the Block   | Hangin' Tough                      | 1988 | 5                |
| Bon Jovi                | New Jersey                         | 1988 | 5                |
| Milli Vanilli           | Girl You Know It's True            | 1989 | 5                |
| Nhiều nghệ sĩ †         | Waiting to Exhale                  | 1995 | 5                |
| Fergie                  | The Dutchess                       | 2006 | 5                |
| The Black Eyed Peas     | The E.N.D.                         | 2009 | 5                |
| Taylor Swift            | 1989                               | 2014 | 5                |

Nguồn:
† Waiting to Exhale bao gồm những đĩa đơn top 10 của 5 nghệ sĩ khác nhau: "Exhale (Shoop Shoop)" và "Count on Me" bởi Whitney Houston (bài hát sau là bản song ca với CeCe Winans), "Not Gon' Cry" bởi Mary J. Blige, "Sittin' Up in My Room" bởi Brandy, and "Let It Flow" bởi Toni Braxton.
†† Teenage Dream: The Complete Confection là một phiên bản tái phát hành của album Teenage Dream của Katy Perry, và bao gồm thêm hai đĩa đơn khác lọt vào top 10, nâng tổng số cuối cùng của cô thành 8. Tuy nhiên, thành tích này không được tính vì những đĩa đơn từ phiên bản tái phát hành của một album và không phải từ bản gốc đều không được tính.

### Thành tựu của album khác
- Janet Jackson's Rhythm Nation 1814 của Janet Jackson là album sở hữu nhiều đĩa đơn lọt vào top 5 nhất, với 7.[132]
- Janet Jackson là nghệ sĩ có nhiều album với nhiều đĩa đơn top 5 hoặc top 10 nhất từ trước đến nay, với 3 album: Control, Janet Jackson's Rhythm Nation 1814, và janet.[133]
- Taylor Swift là nghệ sĩ đầu tiên có các bài hát chiếm trọn top 10 cùng 1 tuần[134]